# Potârniche

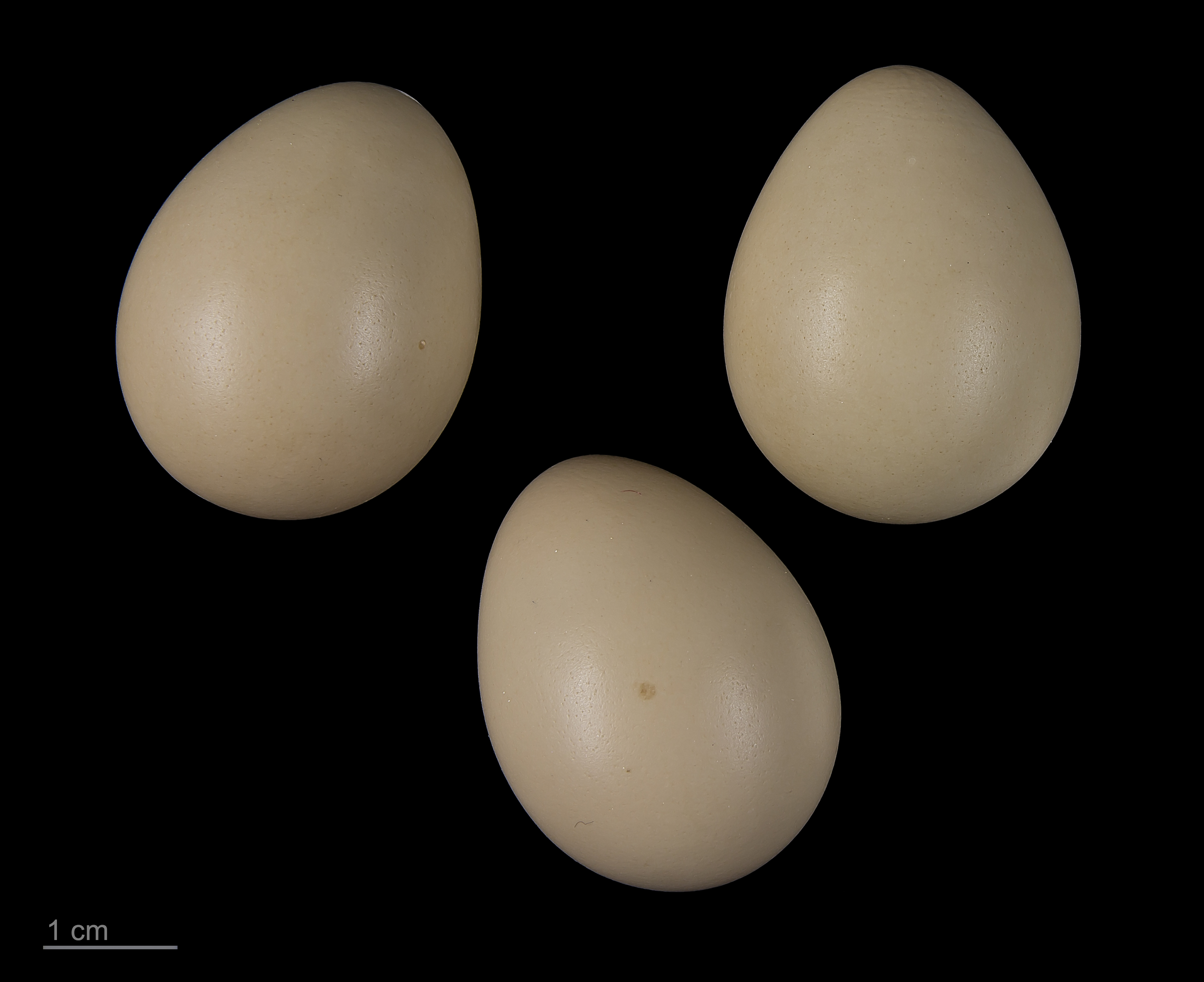
Perdix perdix - MHNT

Potârnichea sau potârnichea cenușie (Perdix perdix) este o pasăre sedentară din familia fazianidelor (Phasianidae) ordinul galiformelor (Galliformes), răspândită în terenurile agricole din câmpie și de pe coline în Europa și Asia, cu o talie de 30 cm, de culoare cafeniu-deschis, cu gâtul și gușa cenușii, abdomenul alburiu, și o pată brună-ruginie în formă de potcoavă pe piept. Se hrănește cu plante (semințe, cereale, vegetale, fructe, frunze verzi, ierburi) și nevertebrate (insecte, larve, râme, melci). Cuibul și-l face pe pământ, ascuns în iarbă sau sub tufișuri. În România se găsește în regiunile joase, în câmpie, culturi de cereale, mai rar în golurile alpine ale Carpaților.

## Subspecii
Sunt recunoscute opt subspecii:
- P. p. perdix – (Linnaeus, 1758)
- P. p. armoricana – Hartert, 1917

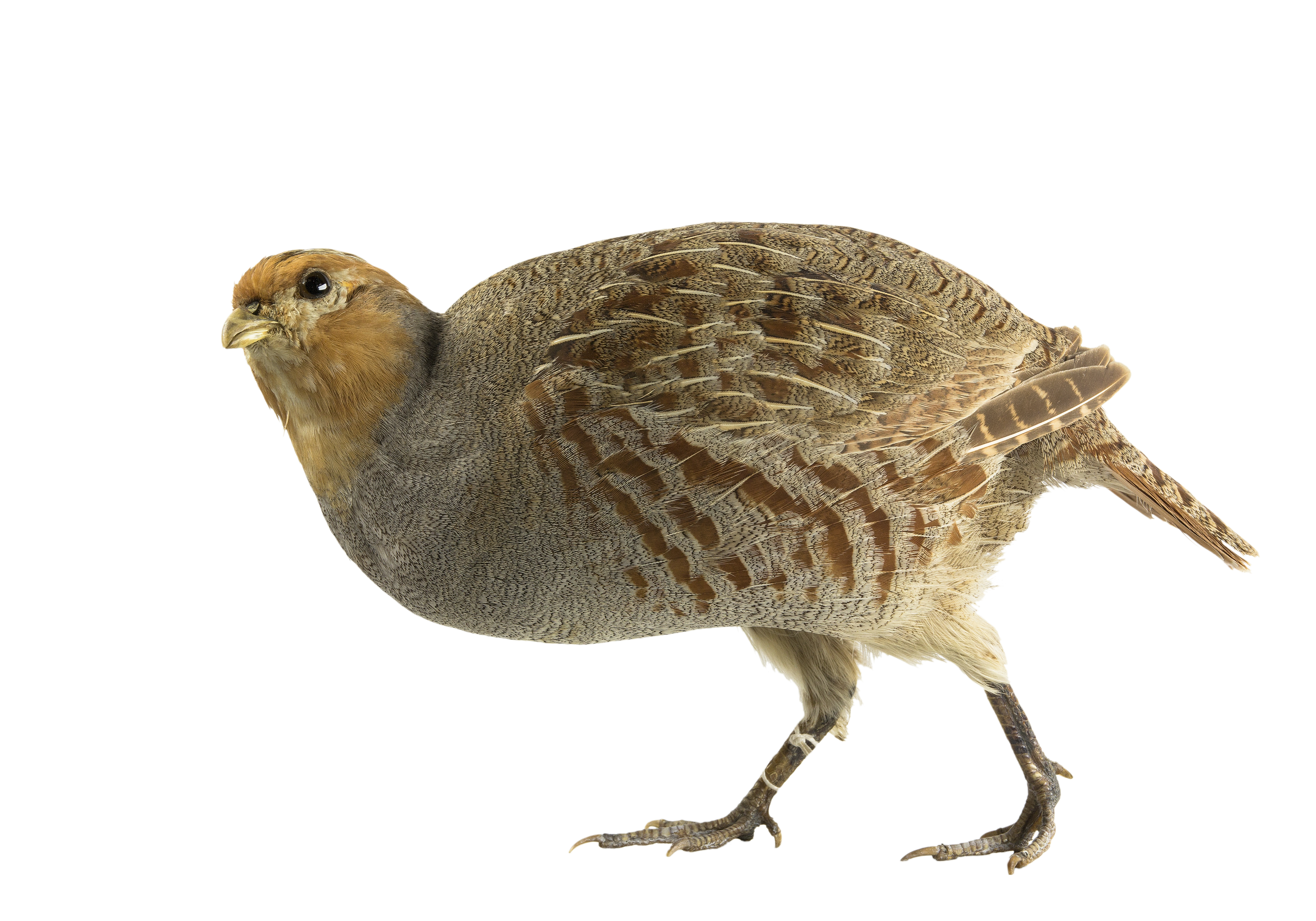
Perdix perdix hispaniensis - MHNT

- P. p. sphagnetorum – (Altum, 1894)
- P. p. hispaniensis – Reichenow, 1892
- P. p. italica – Hartert, 1917
- P. p. lucida – (Altum, 1894)
- P. p. canescens – Burturlin, 1906
- P. p. robusta – Homeyer and Tancré, 1883